# Rafael Viñoly
Rafael Viñoly (Montevideo, 1 juni 1944 – New York, 2 maart 2023) was een Uruguayaans architect die in de Verenigde Staten woonde en werkte.

## Levensloop
Rafael Viñoly werd geboren in Uruguay als zoon van Román Viñoly Barreto (een regisseur) en Maria Beceiro (een wiskundelerares). Hij groeide op in Argentinië en studeerde in de hoofdstad Buenos Aires. In 1969 behaalde hij zijn graad in de architectuur aan de Universiteit van Buenos Aires. 
In 1964 - hij was toen pas rond de twintig - vormde hij met zes andere architecten de Estudio de Arquitectura, tegenwoordig een van de grootste architectenbureaus van Zuid-Amerika.
Sinds 1978 woonde en werkte hij in de Verenigde Staten, sinds 1979 in New York. In 1983 richtte hij zijn bureau Rafael Viñoly Architects op.
Viñoly kreeg internationale bekendheid met het ontwerp van het Tokyo International Forum (1996). Zijn bekendste werk in de VS is het Kimmel Center for the Performing Arts (2001) in Philadelphia.
Op de Uruguayaanse luchthaven Carrasco bij Montevideo werd van 2007 tot 2009 een nieuw passagiersgebouw gebouwd naar ontwerp van Viñoly.
In 2016 ontwierp hij, samen met de Belgische pianobouwer Chris Maene, een ergonomische, rechtsnarige concertvleugel. Deze concertvleugel had niet alleen een uitgepuurd en door Vinoly getekend design, hij had ook een ergonomisch, gebogen klavier. Chris Maene bepaalde het technische ontwerp en bouwde met zijn atelier 4 instrumenten, waarvan één opgesteld staat in het Kimmel Center of Performing Arts in Philadelphia, één van zijn meest bekende gebouwen. 
Viñoly overleed op 78-jarige leeftijd aan aneurysma.

## Ontworpen gebouwen in Nederland
- Viñolytoren (2005) in het kantorengebied Mahler4 op de Amsterdamse Zuidas
- Atlasgebouw (2007) van de Universiteit in Wageningen

## Prijzen
- In 2015 ontving het door hem ontworpen gebouw 20 Fenchurch Street in Londen, plaatselijk bekend als de Walkie Talkie, de Carbuncle Cup, de jaarprijs voor het slechtste gebouw van het Verenigd Koninkrijk.[3][4]

## Foto's

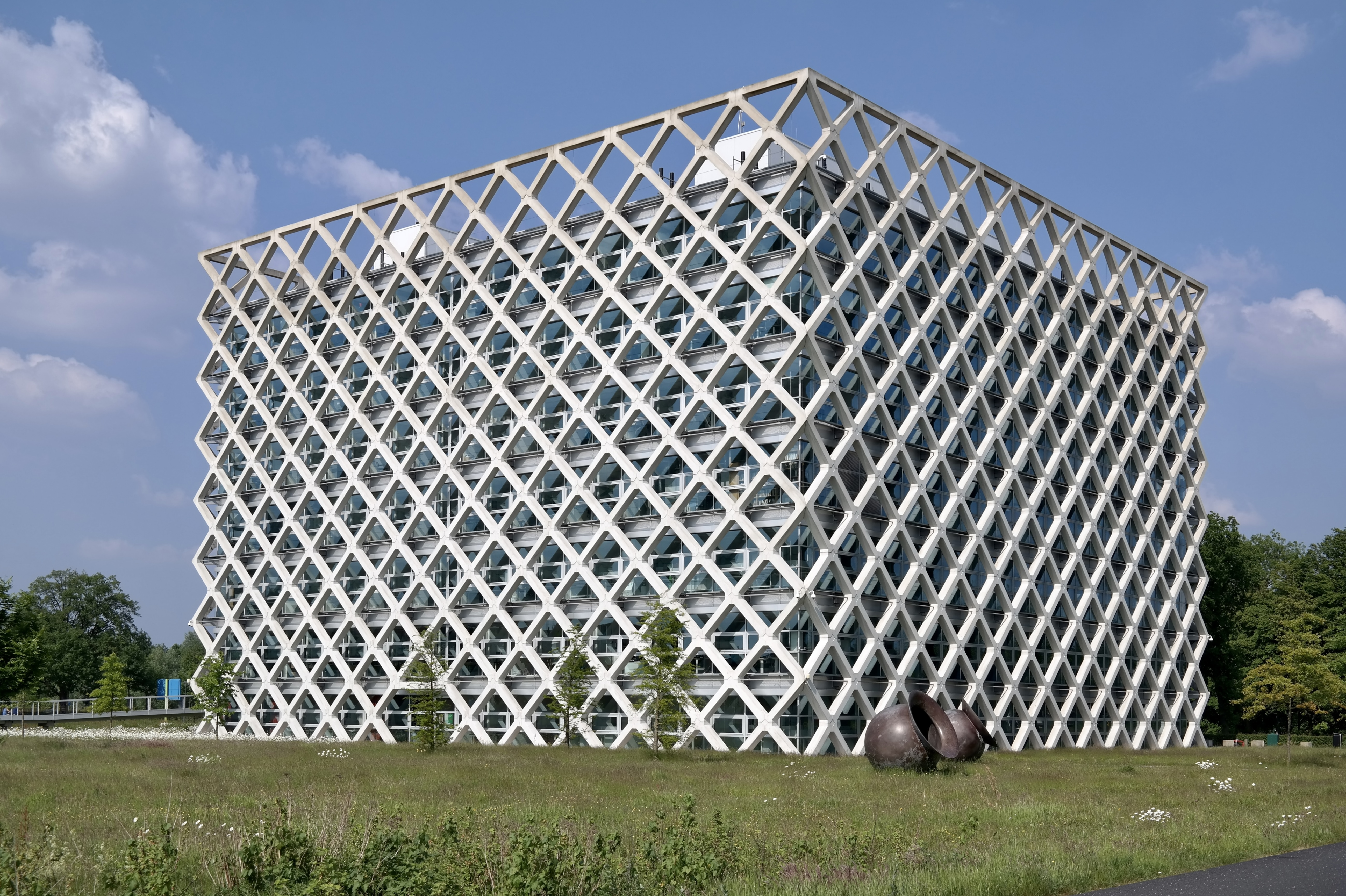
Atlasgebouw, Wageningen University & Research
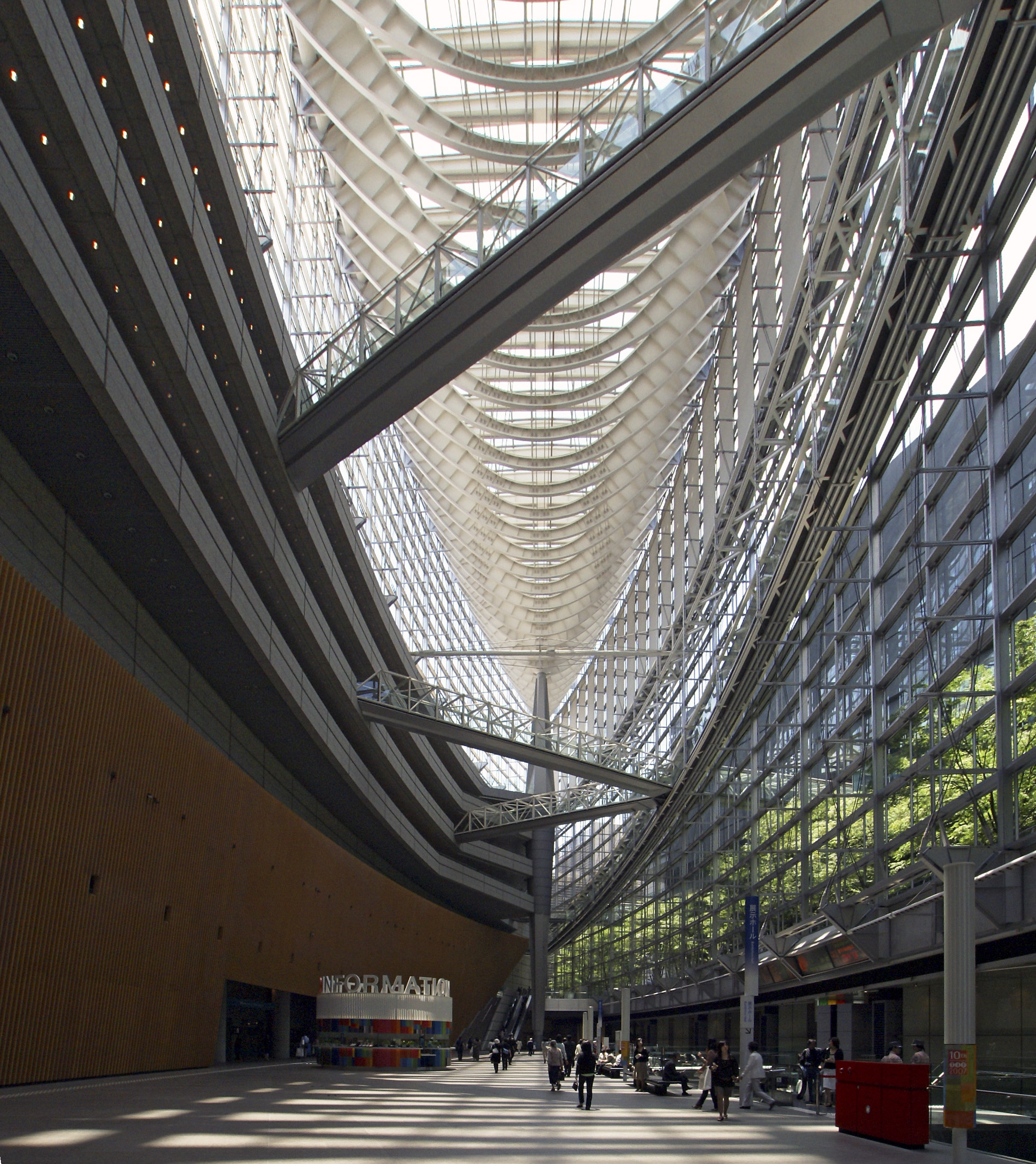
Tokyo International Forum
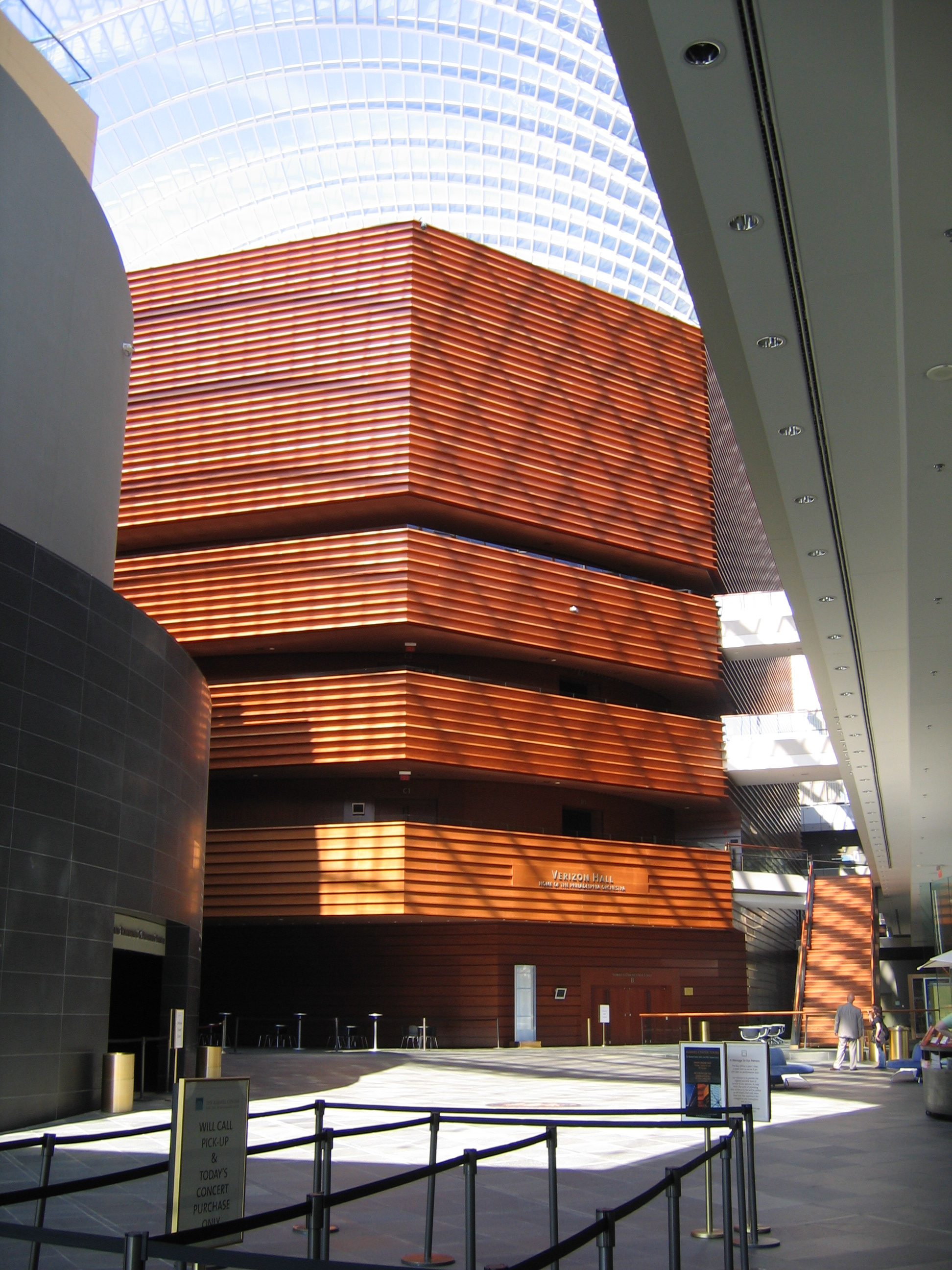
Kimmel Center
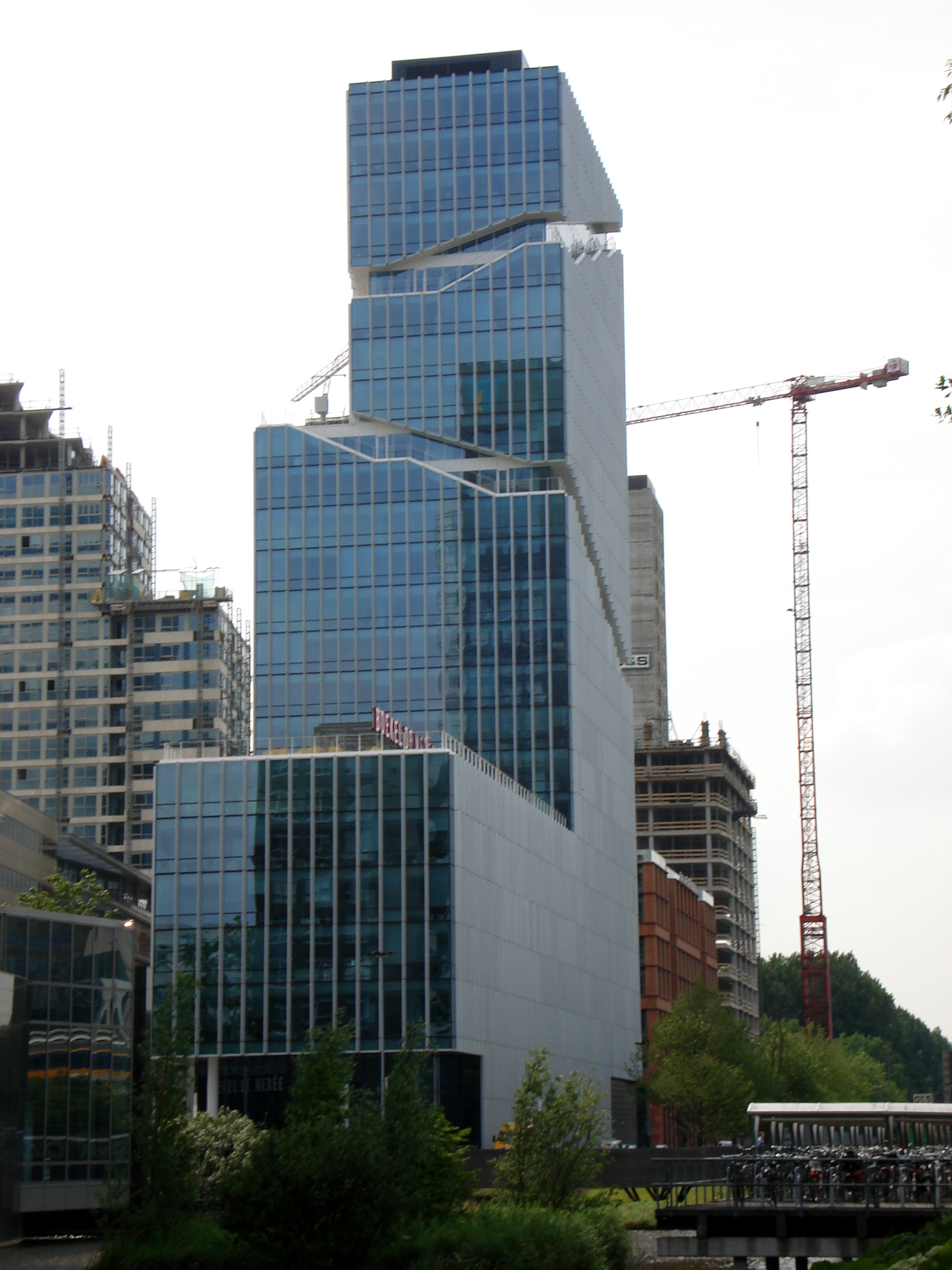
Viñolytoren op de Zuidas
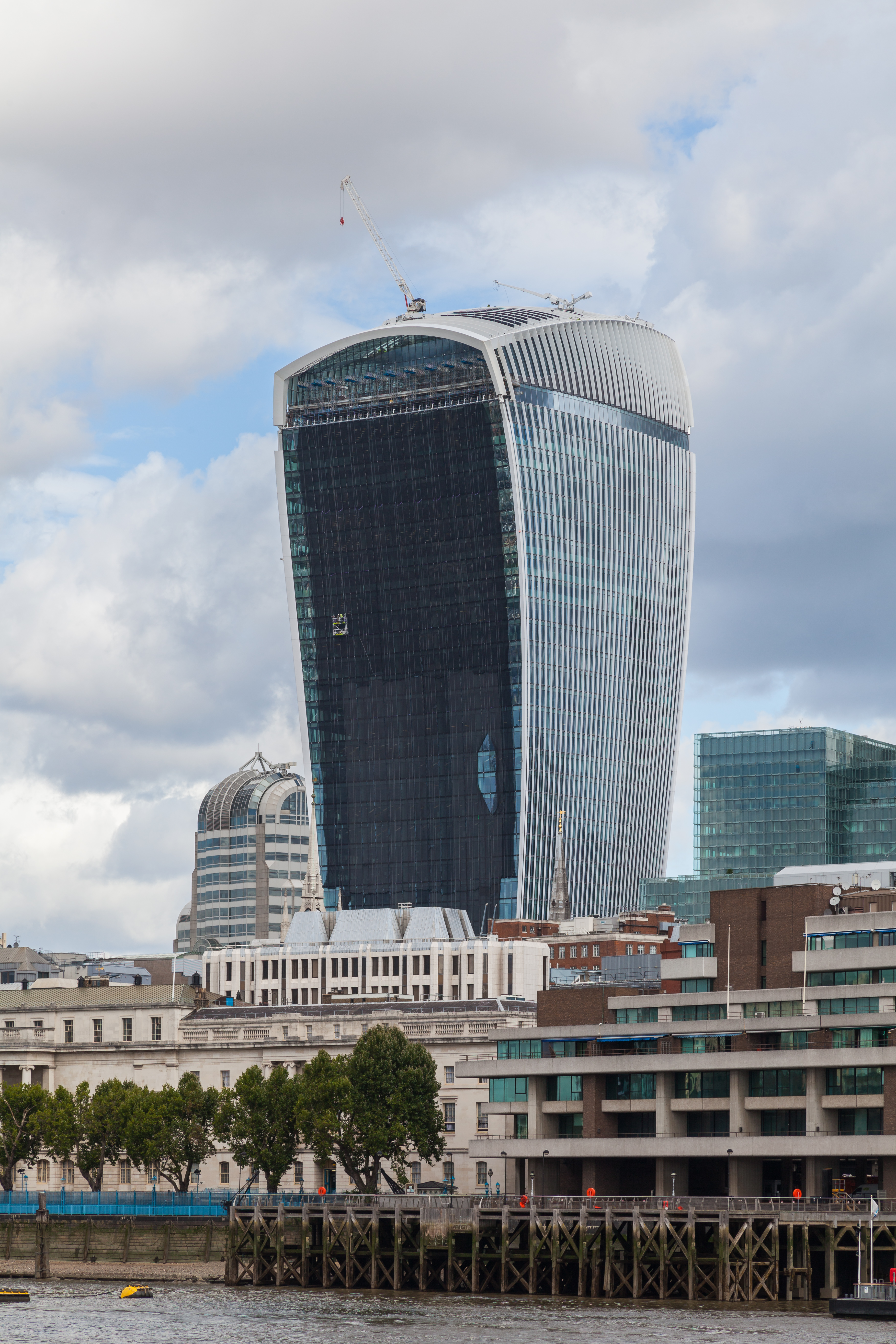
20 Fenchurch Street (de Walkie Talkie), Londen